# David Paton
David Paton (Edimburgo, 29 ottobre 1949) è un bassista britannico noto soprattutto per essere stato il bassista del gruppo storico progressive The Alan Parsons Project durante buona parte degli anni settanta e anni ottanta..
Nei primi anni '70 è stato bassista e cantante del gruppo dei Pilot. Nel 1984 ha fatto parte del gruppo musicale Keats. Ha inoltre collaborato con i Camel, con Kate Bush, con Sir Elton John (per un breve periodo ha fatto parte della Elton John Band), con l'ex cantante dei Marillion Fish e con lo storico tastierista degli Yes Rick Wakeman.